# Triásico Inferior
| Era Eratema | Periodo Sistema | Época Serie         | Edad Piso              | Inicio, en millones de años |
| ----------- | --------------- | ------------------- | ---------------------- | --------------------------- |
| Mesozoico   | Cretácico       | Cretácico           | Cretácico              | 143,1                       |
| Mesozoico   | Jurásico        | Jurásico            | Jurásico               | 201,4±0,2                   |
| Mesozoico   | Triásico        | Superior / Tardío   | Rhaetiense Rhaetiano   | 205,7                       |
| Mesozoico   | Triásico        | Superior / Tardío   | Noriense Noriano       | 227,3                       |
| Mesozoico   | Triásico        | Superior / Tardío   | Carniense Carniano     | ~235                        |
| Mesozoico   | Triásico        | Medio               | Ladiniense Ladiniano   | 241,464 ± 0,28              |
| Mesozoico   | Triásico        | Medio               | Anisiense Anisiano     | 246,7                       |
| Mesozoico   | Triásico        | Inferior / Temprano | Olenekiense Olenekiano | 249,9                       |
| Mesozoico   | Triásico        | Inferior / Temprano | Induense Induano       | 252,2±0,5                   |

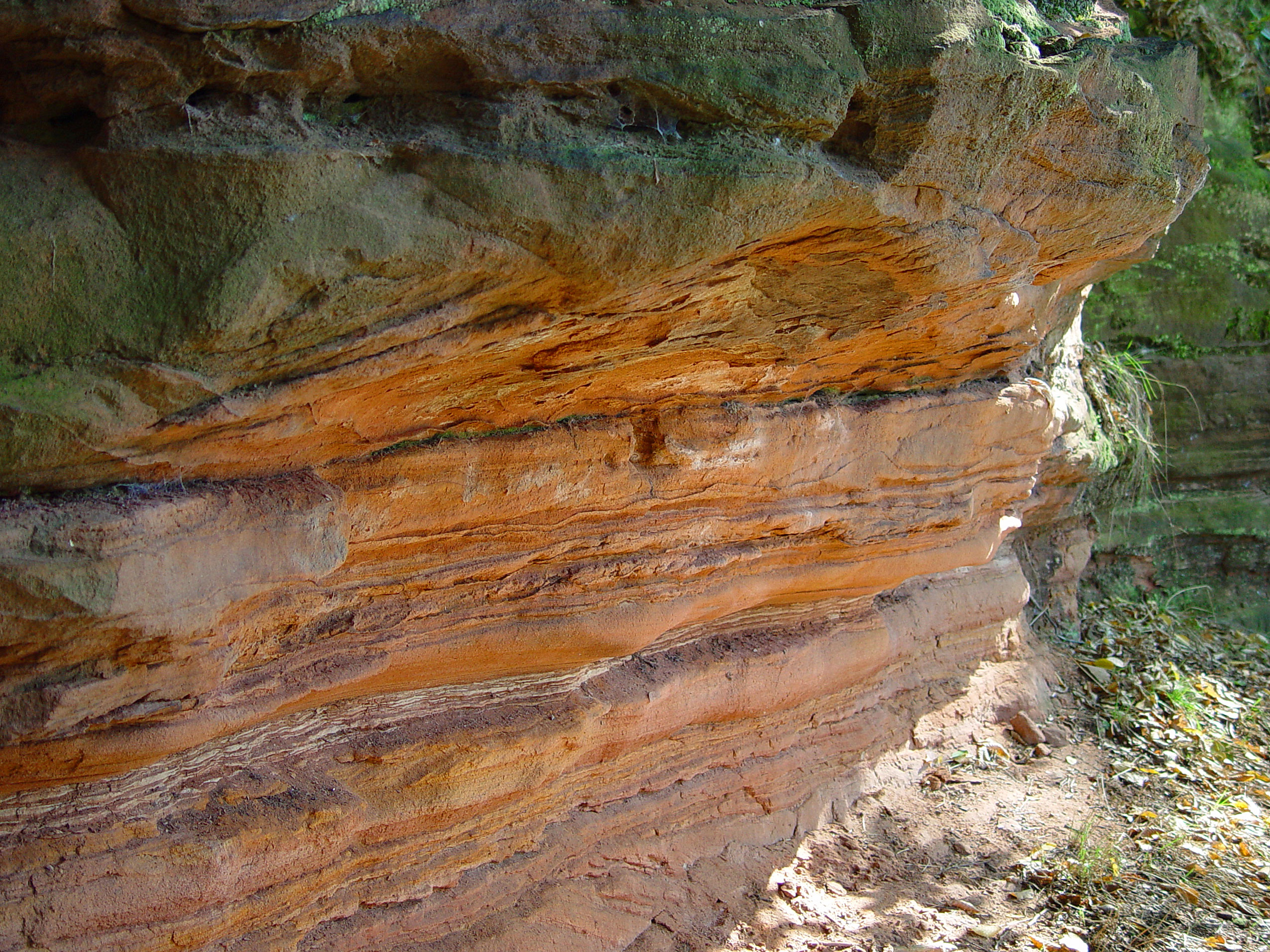
Formación del Triásico Inferior.

El Triásico Inferior es la primera serie del Triásico en la escala temporal geológica. Se denomina Triásico Temprano cuando se refiere a la época correspondiente. Sucede al Lopingiense (última serie del Pérmico y, por tanto, del Paleozoico) y precede al Triásico Medio. Comienza hace unos 252 millones de años y finaliza hace unos 247 millones de años. Está dividido en dos pisos/edades: Induense y Olenekiense,  aunque anteriormente ambos se correspondían con el Escitiano o Escitiense, un piso ahora obsoleto.
El Buntsandstein, primer tramo de la antigua división europea del Triásico (hoy unidades litoestratigráficas, no geocronológicas) se corresponde aproximadamente con el Triásico Inferior y parte del Triásico Medio (el Anisiense).
Las extinciones masivas que se dieron al final del Paleozoico (extinción masiva del Pérmico-Triásico) causaron dificultades extremas para las especies que sobrevivieron. Muchas especies de corales, moluscos, equinodermos y otros invertebrados desaparecieron por completo. Los invertebrados marinos más comunes de la época fueron los bivalvos, gasterópodos, ammonites, equinoideos, y unos pocos brachiópodos. El animal terrestre más común era el pequeño herbívoro sinápsido Lystrosaurus. La fauna del Triásico Inferior carece de biodiversidad siendo esta relativamente homogénea a lo largo de la época por los efectos de la grave extinción masiva. El clima durante el Triásico Inferior (especialmente en el interior del supercontinente Pangea) era en general árido y seco, con extensos desiertos, aunque los polos mantenían un clima templado. El clima mayoritariamente cálido del Triásico Inferior puede haber sido causado por erupciones volcánicas generalizadas, que aceleraron el ritmo del calentamiento global y posiblemente remanentes de las que causaron las extinciones masivas del Pérmico-Triásico. Ello probablemente permitió que especies tropicales se extendieran hacia latitudes más altas, como evidencia la distribución global de los ammonites, mientras las temperaturas oceánicas extremadamente altas facilitaron la formación de huracanes muy potentes que golpearon con frecuencia la costa de lo que ahora es el norte de China.